# Alma (película de 1981)
Alma (en ruso Душа; tr.: Duša/Dusha) es una película de drama musical soviética de 1981, escrita por Aleksandr Borodyanski y dirigida por Alexander Stefanovich, con Sofía Rotaru en el papel principal. También cuenta con Mikhail Boyarsky y el grupo musical Mashina Vremeni en otros papeles.
La película ofrece las nuevas canciones de rock realizadas por Sofía Rotaru, además de poseer escenas filosóficas substanciales del diálogo, con respecto la autocrítica de un artista, el acercamiento existencial al medio de oro entre la creación artística y al respecto por dignidad humana.
- Datos: Q611849